# 藤原喜久男
藤原 喜久男（ふじわら きくお、1948年 - 2009年9月30日）は、アメリカ系日本人の歌手。ピートマック・ジュニア（Pete Mac, Jr.）名義による活動で知られる。兵庫県出身。

## 来歴
1948年、兵庫県神戸市にて米兵の父と日本人の母の元に生まれる。父は朝鮮戦争の出兵で消息不明となり、神戸市内で働きながら定時制高校に通う生活を送る。
1964年、あるパーティーで歌っていたところ、それを聴いた友人の誘いでその友人のグループにバンドボーイ兼ヴォーカルとして参加。その後は独立して自身のグループを結成し、神戸を中心に約3年間活動する。
1968年、リズム・アンド・ブルース（R&B）系の曲をリリースしていたザ・ホワイト・キックスにリーダーの三保敬太郎から誘われリードシンガーとして参加し、同時に上京。同時期には、田端義夫の長男である田端義継が結成したグループ・サウンズのザ・マミーズに参加し、田端とのツインヴォーカルで活動する。また、新宿音楽祭やヤマハ主催の野外フェスティバルであるネムジャズインに出場した。
1969年9月、本格的な芸能界進出を目指し原信夫に師事。以後数年間は、原が率いるシャープス・アンド・フラッツでソウルフルなR&Bをこなし、この頃から「ピートマック・ジュニア（Pete Mac, Jr.）」名義で活動。1970年には映画『高校生番長 深夜放送』の主題歌「午前0時のロック」も歌っている。
1971年、ソロでのデビューアルバムとなる「Pete Mack Jr.」をリリース。
1972年、映画『脱出』の主演を務め、主題歌「ブラック・コーヒー」も担当したが、あさま山荘事件との兼ね合いから公開見送りとなった。
1973年、日本テレビ開局20周年TVドラマ『水滸伝』の主題歌「夜明けを呼ぶもの」を歌唱。1976年にこのドラマがイギリスのBBCで放映された際には、ゴダイゴによる英語版の曲とカップリングで「The Water Margin」としてリリース、全英シングルチャート (Music Week) 37位にまで上がる。　
1978年、「ルパン三世のテーマ」のヴォーカル・ヴァージョンを歌唱しリリース。これは「『ルパン』の（作風である）無国籍感を維持したい」という理由で起用されたものだった。同テーマは、インストゥルメンタルとして作曲されたことから音域が広いため、作曲者の大野雄二は後に「よく歌ったと思うよ。「男には」の後、「自分の世界がある」が出なくて苦労していたけど、なんとか頑張って歌っていたよ」と語っている。
2009年9月30日、死去。死因は不明だが、関係者内では薬物が原因と伝わっているという。

## ディスコグラフィー

### シングル
| リリース | タイトル                    | レーベル             | 型番             | 備考                       |
| -------- | --------------------------- | -------------------- | ---------------- | -------------------------- |
| 1971年   | おまえと夕陽                | ビクター・レコード   | W-1037           |                            |
| 1972年   | ブラック・コーヒー          | ビクター・レコード   | JET-2119         | 映画『脱出』主題歌         |
| 1973年   | 夜明けを呼ぶもの 飾り窓の女 | ポリドール・レコード | DR 1808 2082 349 | ドラマ『水滸伝』主題歌     |
| 1973年   | 船出 喪服の花嫁             | ポリドール・レコード | DR 1784          |                            |
| 1978年   | ルパン三世のテーマ          | 日本コロムビア       | CK-511           | アニメ『ルパン三世』主題歌 |

### アルバム
| リリース | タイトル        | レーベル           | 型番      |
| -------- | --------------- | ------------------ | --------- |
| 1971年   | Pete Mack Jr.   | ビクター・レコード | W-7022    |
| 1972年   | Pete Mack Jr. Ⅱ | ビクター・レコード | SJET-8369 |

### オムニバス
| リリース | タイトル                           | 担当楽曲                                                            | レーベル           | 型番    | 備考                                                                         |
| -------- | ---------------------------------- | ------------------------------------------------------------------- | ------------------ | ------- | ---------------------------------------------------------------------------- |
| 1971年   | アタック！パンチアウト・ボーリング | 「トミカの世界」                                                    | アテネレコード     | N/A     | 「トミカ」CMソング                                                           |
| 1978年   | The Water Margin                   | 「The Water Margin」                                                | BBC Records        | RESL 50 | ドラマ『水滸伝』主題歌 ※ゴダイゴのカバーと共にイギリスでリリースされたもの。 |
| 2017年   | 鉄砲玉の美学                       | 「りんどばーぐスペシャル Part.1」 「りんどばーぐスペシャル Part.2」 | ウルトラ・ヴァイヴ | SD-508  | 映画『女番長 感化院脱走』より                                                |

### その他
- 午前0時のロック（映画『高校生番長 深夜放送』主題歌）- 「ピートマック・ジュニア＆原信夫とシャープス・アンド・フラッツ」名義

## 出演
- 脱出（1972年、東宝）- 岡田サチオ

## 補足
同一人物と言われ、1959年の映画『キクとイサム』に出演した奥の山ジョージとは別人である。